# Paramonhystera curvata
Paramonhystera curvata är en rundmaskart. Paramonhystera curvata ingår i släktet Paramonhystera, och familjen Monhysteridae. Arten är reproducerande i Sverige.